# Chaîne Koumrotch
La chaîne Koumrotch (en russe : Кумроч хребет) est une chaîne de montagnes située à l'extrémité nord-est de la chaîne Orientale du Kamtchatka, dans l'Est de la Russie.
Longue de 220 km, elle est composée de montagnes dont l'altitude moyenne est comprise entre 800 et 1 400 m. Son point culminant est le mont Chich (ru) (2 346 m) ; le mont Skalistaïa (1 466 m) est un sommet notable situé au nord. Le versant occidental de la chaîne est escarpé, le versant oriental a des pentes plus douces. La chaîne est traversée en son milieu par la vallée du fleuve Kamtchatka.
Sur les pentes poussent des forêts clairsemées de bouleaux d'Erman (Betula ermanii), d'aulnes et de pins nains de Sibérie. Les sommets sont recouverts par la toundra.

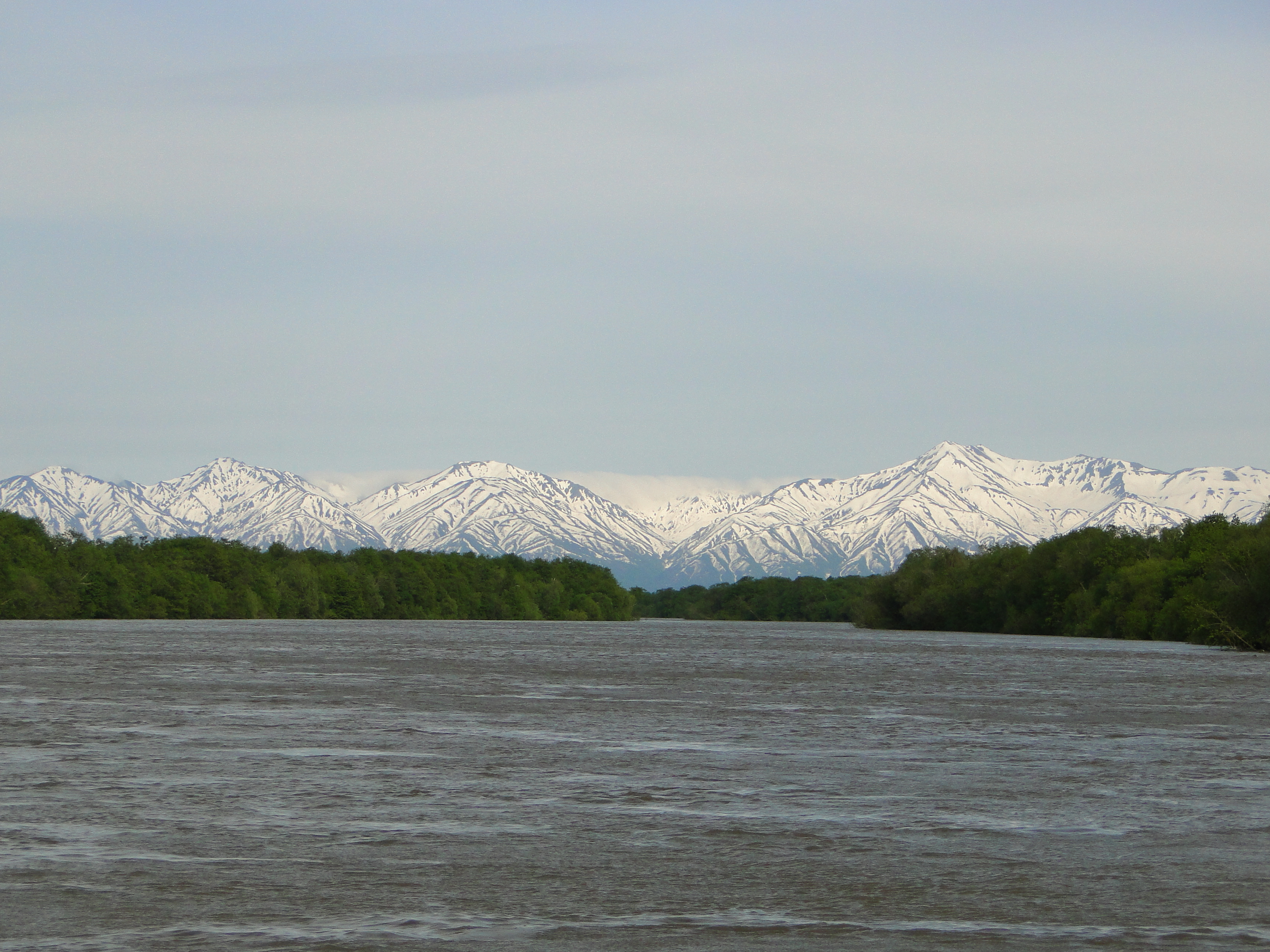
Vue de la chaîne Koumrotch depuis l'ouest.